# Kardynałowie z nominacji Eugeniusza IV
Papież Eugeniusz IV (1431–1447) mianował 27 kardynałów na 6 konsystorzach.

## 19 września 1431
1. Francesco Condulmer, bratanek papieża, protonotariusz apostolski – kardynał prezbiter S. Clemente, następnie kardynał biskup Porto e S. Rufina (1445, od 28 lipca 1452 jedynie kardynał biskup Porto), zm. 30 października 1453
2. Angelotto Fosco, biskup Cava – kardynał prezbiter S. Marco, zm. 12 września 1444

## 9 sierpnia 1437
1. Giovanni Vitelleschi, arcybiskup Florencji i tytularny patriarcha Aleksandrii – kardynał prezbiter S. Lorenzo in Lucina, zm. 2 kwietnia 1440

## 18 grudnia 1439
Kościoły tytularne nadane zostały 8 stycznia 1440.
1. Regnaud de Chartres, arcybiskup Reims – kardynał prezbiter S. Stefano in Montecelio, zm. 4 kwietnia 1444
2. Giovanni Berardi, arcybiskup Tarentu – kardynał prezbiter Ss. Nereo ed Achilleo, następnie kardynał biskup Palestriny (7 marca 1444), zm. 21 stycznia 1449
3. John Kempe, arcybiskup Yorku – kardynał prezbiter S. Balbina, następnie kardynał biskup Santa Rufina (28 lipca 1452), zm. 22 marca 1454
4. Niccolò d'Acciapaccio, arcybiskup Kapui – kardynał prezbiter S. Marcello, zm. 3 kwietnia 1447
5. Louis de Luxembourg, arcybiskup Rouen, administrator diecezji Ely – kardynał prezbiter Ss. IV Coronati, zm. 18 września 1443
6. Giorgio Fieschi, arcybiskup Genui – kardynał prezbiter S. Anastasia, następnie kardynał biskup Palestriny (5 marca 1449), kardynał biskup Ostia e Velletri (28 kwietnia 1455), zm. 8 października 1461
7. Izydor z Kijowa, arcybiskup Kijowa – kardynał prezbiter Ss. Marcellino e Pietro, następnie kardynał biskup Sabiny (7 lutego 1451), zm. 27 kwietnia 1463
8. Basilius Bessarion, arcybiskup Nicei – kardynał prezbiter Ss. XII Apostoli, następnie kardynał biskup Sabiny (5 marca 1449), kardynał biskup Tusculum (23 kwietnia 1449), ponownie kardynał biskup Sabiny (14 października 1468), zm. 18 listopada 1472
9. Gerardo Landriani Capitani, biskup Como – kardynał prezbiter S. Maria in Trastevere, zm. 9 października 1445
10. Zbigniew Oleśnicki, biskup Krakowa – kardynał prezbiter S. Prisca; następnie kardynał prezbiter S. Anastasia w obediencji „bazylejskiej” (1441 do 6 lipca 1447); od 6 września 1447 ponownie kardynał prezbiter S. Prisca, zm. 1 kwietnia 1455
11. António Martins de Chaves, biskup Porto – kardynał prezbiter S. Crisogono, zm. 6 lipca 1447
12. Peter von Schaumberg, biskup Augsburga – kardynał prezbiter S. Vitale, zm. 12 kwietnia 1469
13. Jean Le Jeune, biskup Thérouanne – kardynał prezbiter S. Prassede, następnie kardynał prezbiter S. Lorenzo in Lucina (1442), zm. 9 września 1451
14. Dénes Szécsi, biskup Eger – kardynał prezbiter S. Ciriaco, zm. 1 lutego 1465
15. Guillaume d’Estouteville, biskup elekt Angers – kardynał prezbiter Ss. Silvestro e Martino, następnie kardynał biskup Porto e Santa Rufina (19 marca 1459), kardynał biskup Ostia e Velletri (26 października 1461), zm. 22 stycznia 1483
16. Juan Torquemada OP, Mistrz Świętego Pałacu – kardynał prezbiter S. Sisto, następnie kardynał prezbiter S. Maria in Trastevere (1446), kardynał biskup Palestriny (1460), kardynał biskup Sabiny (5 maja 1463), zm. 26 września 1468
17. Alberto Alberti, biskup elekt Camerino – kardynał diakon S. Eustachio, zm. 3 sierpnia 1445

## 1 lipca 1440
1. Ludovico Trevisan, patriarcha Akwilei, kamerling Świętego Kościoła Rzymskiego – kardynał prezbiter S. Lorenzo in Damaso, następnie kardynał biskup Albano (7 stycznia 1465), zm. 22 marca 1465
2. Pietro Barbo, siostrzeniec papieża, protonotariusz apostolski – kardynał diakon S. Maria Nuova, następnie kardynał prezbiter S. Marco (16 czerwca 1451), od 30 sierpnia 1464 papież Paweł II, zm. 26 lipca 1471

## 2 maja 1444
1. Alfonso de Borja, biskup Walencji – kardynał prezbiter Ss. IV Coronati (tytuł nadany 12 lipca 1444), od 8 kwietnia 1455 papież Kalikst III, zm. 6 sierpnia 1458

## 16 grudnia 1446
1. Enrico Rampini, arcybiskup Mediolanu – kardynał prezbiter S. Clemente, zm. 4 lipca 1450
2. Tommaso Parentucelli, biskup Bolonii – kardynał prezbiter S. Susanna (tytuł nadany 23 grudnia 1446), od 6 marca 1447 papież Mikołaj V, zm. 24 marca 1455
3. Juan Carvajal, biskup elekt Placencii, opat Husillos – kardynał diakon S. Angelo (tytuł nadany 23 grudnia 1446), następnie kardynał biskup Porto e Santa Rufina (26 października 1461), zm. 6 grudnia 1469
4. Giovanni de Primis OSB, opat S. Paolo fuori le mura – kardynał prezbiter S. Sabina, zm. 21 stycznia 1449